# John J. Gardner

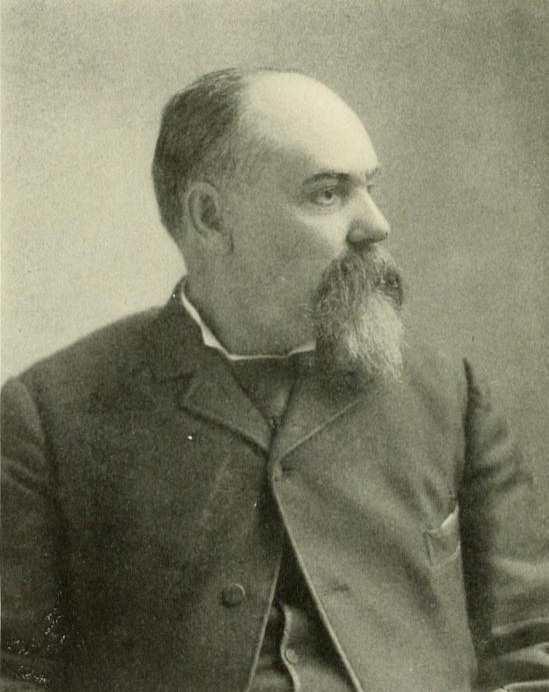
John J. Gardner

John James Gardner (* 17. Oktober 1845 im Atlantic County, New Jersey; † 7. Februar 1921 in Indian Mills, New Jersey) war ein US-amerikanischer Politiker. Von 1893 bis 1913 vertrat er den Bundesstaat New Jersey im US-Repräsentantenhaus.

## Werdegang
John Gardner besuchte die öffentlichen Schulen seiner Heimat. Während des Bürgerkrieges diente er von 1861 bis 1865 in einer Freiwilligeneinheit aus New Jersey, die zum Heer der Union gehörte. In den Jahren 1866 und 1867 studierte Gardner an der University of Michigan in Ann Arbor Jura. Danach arbeitete er jedoch nicht als Jurist, sondern im Immobiliengeschäft und in der Versicherungsbranche. Gleichzeitig begann er als Mitglied der Republikanischen Partei eine politische Laufbahn. Im Jahr 1867 war er Stadtrat in Atlantic City; zwischen 1868 und 1875 fungierte er mehrfach als Bürgermeister dieser Stadt. Danach war er wieder im Stadtrat. Gardner war zeitweise auch amtlicher Leichenbeschauer („Coroner“) in Atlantic City. Von 1878 bis 1893 gehörte er dem Senat von New Jersey an, dessen Präsident er im Jahr 1883 als Nachfolger von Garret Hobart war. 1884 war er Delegierter zur Republican National Convention in Chicago, auf der James G. Blaine als Präsidentschaftskandidat nominiert wurde.
Bei den Kongresswahlen des Jahres 1892 wurde er im zweiten Wahlbezirk von New Jersey in das US-Repräsentantenhaus in Washington, D.C. gewählt, wo er am 4. März 1893 die Nachfolge von James Buchanan antrat. Neunmal wiedergewählt absolvierte er bis zum 3. März 1913 zehn Legislaturperioden im Kongress. In diese Zeit fiel der Spanisch-Amerikanische Krieg von 1898. Zeitweise war Gardner Vorsitzender des Committee on Labor. Im Jahr 1912 unterlag er dem Demokraten J. Thompson Baker.
Nach dem Ende seiner Zeit im US-Repräsentantenhaus betätigte John Gardner sich wieder in der Landwirtschaft. Er starb am 7. Februar 1921 in Indian Mills.